# Arthur Morgan
Arthur Morgan é um personagem fictício da série de jogos eletrônicos Red Dead que serve como o protagonista principal do terceiro título da série, Red Dead Redemption 2. Um membro da gangue Van der Linde, Arthur deve lidar com o declínio do Velho Oeste enquanto tenta sobreviver contra as forças do governo. Ele é interpretado por Roger Clark.
A Rockstar Games decidiu focar Red Dead Redemption 2 em apenas um personagem, a fim de segui-lo mais pessoalmente. Eles achavam que isso era mais apropriado para a estrutura narrativa de um faroeste. Clark queria interpretar Arthur de uma maneira complexa o suficiente para que o jogador escolhesse seu caminho e ainda fizesse sentido. Ele se inspirou em atores como Toshiro Mifune, John Wayne e Rob Wiethoff, que interpretou John Marston no jogo e em seu antecessor.
Arthur foi aclamado pela crítica, sendo sua complexidade e caminho para a redenção frequentemente alvo de elogios. Os críticos também o elogiaram por trazer o mundo e outros personagens à vida. Pelo seu trabalho, Clark recebeu várias indicações e foi premiado como Melhor Performance no The Game Awards 2018.

## Criação
A equipe de desenvolvimento da Rockstar Games decidiu que Red Dead Redemption 2 teria um personagem controlável, ao contrário dos três protagonistas do título anterior da empresa, Grand Theft Auto V (2013). Essa escolha foi feita para que os jogadores pudessem entender melhor o impacto dos eventos na vida do personagem. Eles também perceberam que a estrutura narrativa de um faroeste precisava de uma perspectiva única.
O ator Roger Clark interpretou Arthur Morgan em Red Dead Redemption 2. O processo da captura de movimento envolveu a gravação simultânea de movimento e fala, enquanto uma pequena parte foi feita em uma cabine de locução. Pesquisando o papel, a principal inspiração de Clark veio de Toshiro Mifune. O comportamento estoico, mas bem-humorado, dos personagens de Mifune carregava complexidades que Clark queria incorporar em Arthur. Clark também se inspirou em The Proposition (2005), pois o filme continha um arco de personagens semelhantes ao de Arthur. Ele assistiu a filmes como High Noon (1952), e estudou o trabalho de John Wayne; apesar de ter assistido à Trilogia dos dólares (1964-1966), ele não se inspirou muito na interpretação de Clint Eastwood do Pistoleiro sem nome porque considerava Arthur mais falador. Durante a produção, Clark costumava ouvir a versão de 1993 da música "Coyotes" de Don Edwards.
Clark queria que sua interpretação fosse complexa o suficiente para permitir que o jogador tomasse decisões sem que eles se sentissem fora do personagem. Inicialmente, ele teve dificuldades com esse conceito, já que a execução com honra alta era diferente da execução com honra baixa, mas percebeu que Arthur era alguém que poderia facilmente se contradizer. Com o objetivo de mostrar a vulnerabilidade do ego de Arthur, Clark observou que o ressentimento em relação a John Marston por ter uma família se desfez quando ele finalmente procurou ajudá-los. O desempenho de Rob Wiethoff como John no primeiro jogo influenciou a sua própria interpretação. Um segundo interesse amoroso para Arthur foi cortado por não atingir o efeito desejado.
O escritor Dan Houser estava interessado em quebrar o clichê do protagonista começar fraco e se tornar mais forte à medida que a história avança. Ao invés disso, Arthur já é durão no início do jogo e "embarca em uma montanha-russa intelectual à medida que sua visão de mundo é despedaçada". Ele sentiu que o declínio do Velho Oeste teve um efeito profundo em Arthur, observando que o personagem está "preso entre a crueldade da natureza e a brutalidade da industrialização invasora na civilização". Houser evitou encontrar Clark no set para não ouvir sua voz real.

## Biografia fictícia
Arthur se juntou a gangue Van der Linde aos catorze anos, tendo perdido seu pais ainda jovem, e logo se tornou o primeiro protegido de Dutch. Arthur teve um filho, Isaac, com uma garçonete chamada Eliza; ele demonstrou apoio regular a eles até que foram mortos por ladrões. Com o tempo, Arthur se transformou no executor mais dedicado de Dutch.
Quando um assalto de balsa malsucedido os deixa sem escolha a não ser fugir pelas montanhas, Arthur ajuda a encontrar suprimentos e depois rastreia o colega de gangue John Marston. Ele ajuda a roubar um trem de propriedade do magnata, Leviticus Cornwall. Arthur se envolve em um conflito entre duas famílias sulistas em guerra, os Braithwaites e os Grays, levando à captura do filho de John, Jack. Arthur recupera Jack da supervisão do senhor do crime Angelo Bronte e ajuda a retaliar contra Bronte depois que ele os conduziu a uma armadilha. Depois que Bronte é capturado, Dutch o afoga; Arthur percebe a explosão violenta de Dutch como algo atípico dele. Em Saint Denis, um assalto a banco fracassado força alguns membros do grupo a sair da cidade; Arthur náufraga com os outros em Guarma, uma ilha próxima de Cuba, e batalha ao lado de um revolucionário em troca de um navio de volta ao continente. Reunindo-se com o resto, Arthur resolve salvar John, agora capturado, para a desaprovação de Dutch. Pouco depois, Arthur adormece e desmaia, caindo do cavalo. Depois de visitar um médico, ele é diagnosticado com tuberculose. Chocado com a sombria realidade da morte eminente, ele começa a refletir sobre decisões e moral. Isso impulsiona seu desejo de proteger os remanescentes da gangue, principalmente John e sua família. Ao salvar John da prisão, Arthur revela suas dúvidas sobre Dutch, incapaz de aceitar as crescentes obsessões de seu líder. 
Dutch aparentemente abandona Arthur durante um ataque a uma refinaria de petróleo e deixa John para morrer quando ele é baleado durante um assalto a um trem. Quando Dutch ignora o pedido de Arthur para resgatar a esposa de John, Abigail, Arthur repuldia a gangue. Ao confrontá-los, Arthur descobre que Micah Bell está traindo a gangue ao agir como informante dos Pinkertons. Ele retorna a Dutch para informá-lo sobre isso, mas Dutch se volta contra Arthur e o recém-retornado John. Enquanto os Pinkertons invadem o acampamento, Arthur e John fogem. Arthur implora a John para voltar para sua família. Nesse momento o jogador deve fazer uma escolha na historia, se Arthur ajuda John a fugir, ou se volta para buscar o dinheiro da gangue. Na primeira escolha, ele logo é emboscado pelo vingativo Micah, e Dutch intervém. Arthur convence Dutch a abandonar Micah e ir embora. Se o jogador tiver grande honra, Arthur sucumbe aos seus ferimentos e doença, morrendo pacificamente enquanto observa o nascer do sol; com pouca honra, Micah o executa. Na escolha de voltar ao acampamento para recuperar o dinheiro, ele é emboscado por Micah, e em seguida começam uma luta utilizando facas, se o jogador tem uma honra alta, ele consegue esfaquear o olho de Micah, e em seguida morre em decorrência da tuberculose e dos ferimentos, e no caso do jogador ter uma honra baixa, ele é morto esfaqueado por Micah. Em ambos os casos o papel de Dutch não se diferencia da primeira escolha. Posteriormente, Charles Smith retorna, e faz um tumulo para Arthur.

## Recepção

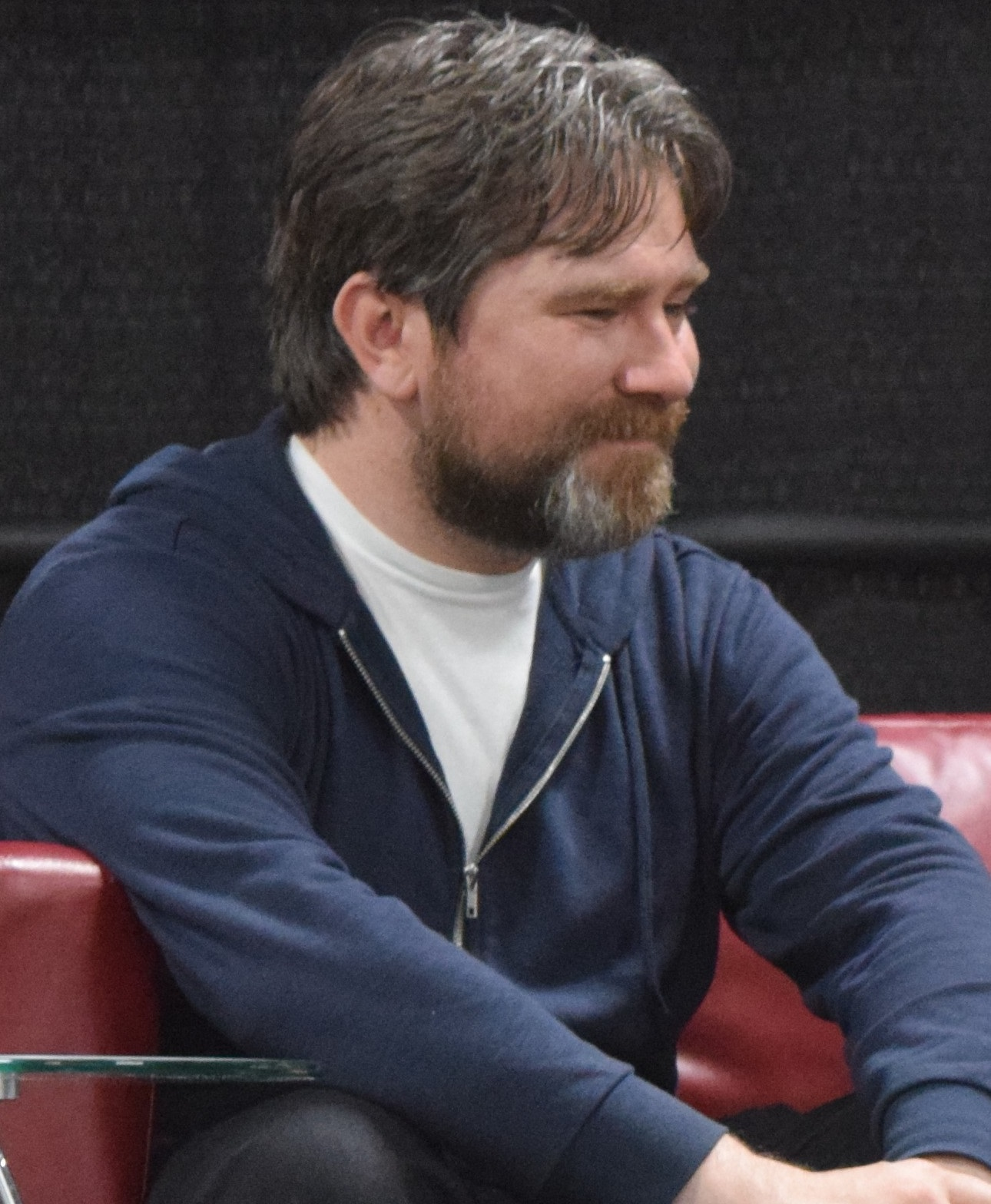
A interpretação de Roger Clark como Arthur Morgan recebeu aclamação crítica.

Arthur Morgan recebeu aclamação crítica. Alex Navarro, da Giant Bomb, escreveu que o retrato cuidadoso dos conflitos internos de Arthur possuía humanidade, muitas vezes ausente em outros jogos da Rockstar. Kyle Atwood da LevelSkip o chamou de "personagem de tragédia e, mais importante, humano". Kirk Hamilton da Kotaku opinou que Arthur inicialmente parecia normal, porém se tornou mais intrigante por causa do desempenho de Clark. Escrevendo para Ars Technica, Daniel Starkey sentiu que, embora a história de Arthur possa ser considerada "comovente e memorável", alguns podem ver como um conto típico sobre "um homem mau que não está necessariamente no controle".
Tom Power do GamesRadar+, acredita que o relato da vida de Arthur em Red Dead Redemption 2 refletia uma tragédia shakesperiana, com vários capítulos do jogo representando os cinco estágios do luto. Nick Plasses, da Electronic Gaming Monthly, achou sua jornada muito "muito mais redentora" do que a de John Marston em Red Dead Redemption, observando que as deficiências de Arthur evocavam um sentimento de simpatia. A análise de Javy Gwaltney para o Game Informer ecoou esse sentimento, descrevendo o arco como uma "fantástica visão de memento mori e como a redenção implacavelmente confusa e complexa pode ser". por outro lado, Martin Robinson da Eurogamer, considerou Arthur menos convincente do que John, confundindo assim sua experiência da narrativa.
Paul Walker-Emig, do The Guardian, disse que o caderno de Arthur o fazia parecer "uma pessoa real com sua própria vida interior, em vez de um fantoche que faz nossas ordens". Peter Suderman escrevendo para o The New York Times, disse que o jogador se conectou com Arthur "porque suas escolhas são, de fato, suas". Laurence Mozafari, do Digital Spy, afirmou que Arthur havia encapsulado perfeitamente o sentimento do Velho Oeste. Dean Takahashi, da VentureBeat, elogiou a contribuição de Clark por adicionar imersão ao jogo e profundidade ao seu personagem. Luke Reilly no IGN saudou a voz de Arthur como tendo "autenticidade contagiante".
Por seu papel, Roger Clark ganhou como Melhor Performance no The Game Awards 2018, e foi vice-campeão da mesma categoria no PlayStation Blog; ele também recebeu indicações no 15° British Academy Games Awards e New York Game Awards.